# Scott Ambrose
Scott Ambrose (Wellington, 23 januari 1995) is een Nieuw-Zeelands wielrenner die tot augustus 2016 reed voor Team Novo Nordisk. Net als de rest van die ploeg leidt hij aan diabetes mellitus.

## Carrière
Op zijn achttiende werd Ambrose gediagnosticeerd met suikerziekte.
In 2015 tekende hij een contract bij Team Novo Nordisk, nadat hij sinds augustus 2014 al als stagiair aan het team was verbonden. Zijn seizoensdebuut maakte hij in de Ronde van de Filipijnen, waar hij de tweede etappe op zijn naam wist te schrijven. Met die zege bezorgde hij Novo Nordisk de eerste overwinning sinds de ploeg enkel uit diabeten bestaat.

## Overwinningen
2015
2e etappe Ronde van de Filipijnen
Puntenklassement Ronde van de Filipijnen

## Ploegen
- 2014 –  Team Novo Nordisk (stagiair vanaf 1-8)
- 2015 –  Team Novo Nordisk
- 2016 –  Team Novo Nordisk (tot 31-7)

Ambrose · Cherhal · Clancy · Cremers · De Mesmaeker · Dilley · Glasspool · Henttala · de Keijzer · Lefrançois · Lozano · Mejías · Peron · Planet · Raeymaekers · Strobel · Verschoor · Williams · Kamstra (stagiair)
Ambrose · Benhamouda · Cherhal · Clancy · Cremers · De Mesmaeker · Dilley · Glasspool · Henttala · Kamstra · de Keijzer · Lefrançois · Lozano · Mejías · Peron · Planet · Verschoor · Williams · van IJzendoorn (stagiair) · Valognes (stagiair)